# Dramma nel porto
Dramma nel porto è un film del 1956 diretto da Roberto Bianchi Montero.
Commedia musicale con protagonisti Vincenzo Musolino, Brunella Bovo, e Camillo Pilotto.

## Trama
Giorgio il Nero, scaricatore del porto di Genova fa a pugni con un volgare collega che lo provoca riguardo Luisa, la sua ragazza. Alla fine della zuffa il suo avversario rimane accidentalmente ucciso. Giorgio decide così di fuggire emigrando in America.
Nel nuovo mondo, cambiato il proprio nome in Giorgio Black, riesce ad arricchirsi e, dopo che gli è giunta notizia della morte di Luisa, rassegnatosi alla perdita finisce per crearsi una famiglia. Molti anni dopo Giorgio, ormai facoltoso commerciante, ritorna a Genova senza i familiari e incontra il vecchio amico, Giovanni, che dopo l'incidente l'aveva aiutato a imbarcarsi clandestinamente. Nella città natale viene a sapere per caso che Bianca Maria, una bella ragazza di vent'anni che Giovanni aveva fatto credere a tutti essere sua figlia, è in realtà figlia sua e di Luisa, che era morta di parto.
Sia Giorgio che l'amico Giovanni si persuadono che è meglio tacere sul passato. Giorgio assicura sotto il profilo finanziario l'avvenire della figlia e del suo fidanzato e quando la coppia scopre la verità Giorgio, è già salito sulla nave per l'America. Nel porto di Genova i due salgono a bordo di un motoscafo che li porta nelle vicinanze della nave e riescono a salutarlo e ringraziarlo.